# Wielkie oczy

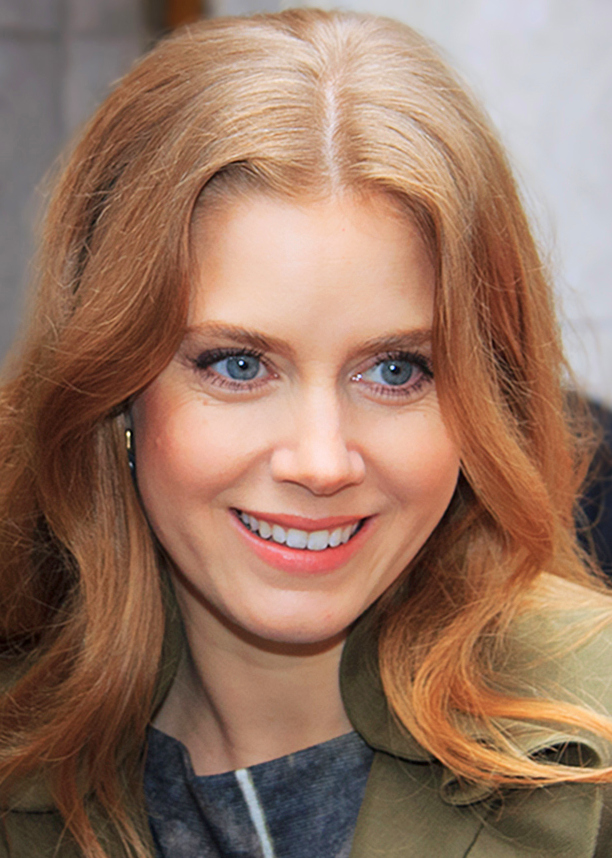
Amy Adams

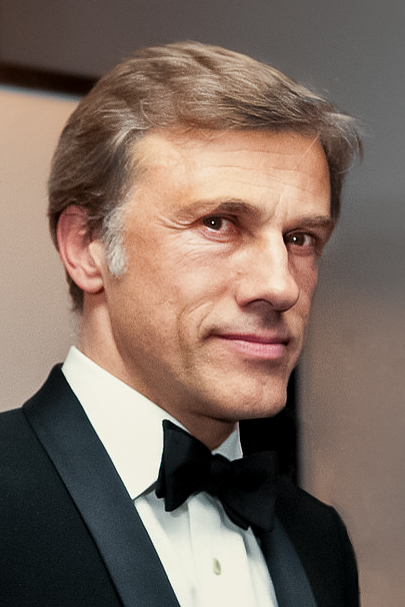
Christoph Waltz

Wielkie oczy (ang. Big Eyes) – amerykański film biograficzny z 2014 roku w reżyserii Tima Burtona o życiu amerykańskiej malarki Margaret Keane. Scenariusz opracowali Scott Alexander i Larry Karaszewski. Zdjęcia kręcono w San Francisco, Vancouver oraz na Hawajach.

## Fabuła
Walter Keane uważa się za artystę. Stał się słynny dzięki obrazom, przedstawiającym dzieci z poważnym, smutnym, zamyślonym wyrazem twarzy i charakterystycznymi „wielkimi oczami”. Przedstawiał się jako ich twórca. Obrazy były sygnowane u dołu podpisem „KEANE”. Postaci dzieci z „wielkimi oczami” pojawiały się masowo jako reprodukcje, w czasopismach, na kartkach pocztowych itp. W. Keane rozpoczął masową produkcję wydruków obrazów. Można je było kupić w supermarketach i na stacjach benzynowych. Obrazy olejne zamawiali bogaci przedsiębiorcy, politycy, gwiazdy show-biznesu. W. Keane stał się celebrytą, gwiazdą talk-show, wywiadów telewizyjnych, artykułów prasowych i spotkań organizacji charytatywnych. Otworzył własną galerię, urządzał przyjęcia dla wpływowych i znanych osób. Jednak prawdziwą autorką tych popularnych obrazów była jego żona, Margaret Keane, która jak niewolnik, w tajemnicy, w ukrytej pracowni malarskiej (tak to Walter zorganizował) je malowała. Pewnego dnia wyjawiła prawdę opinii publicznej. Sprawa znalazła się w sądzie. Podczas rozprawy, nie mogąc dojść prawdy, sędzia zarządził swego rodzaju test: obydwoje, Walter i Margaret, otrzymali identyczne przybory malarskie i na sali sądowej mieli namalować portret dziecka z „wielkimi oczami”. Margaret namalowała, Walterowi przeszkodziła „dawna kontuzja ramienia”. Nie namalował niczego.

## Obsada
- Amy Adams jako Margaret Keane
- Christoph Waltz jako Walter Keane
- Krysten Ritter jako DeeAnn
- Danny Huston jako reporter Dick Nolan
- Terence Stamp jako John Canaday
- Jason Schwartzman jako Ruben
- Jon Polito jako Enrico Banducci

## Nagrody
Złoty Glob
- Nagroda dla Amy Adams w kategorii Najlepsza aktorka w komedii lub musicalu, 2015
- Nominacja w kategorii Najlepszy aktor w komedii lub musicalu dla Christopha Waltza, 2015
- Nominacja w kategorii Najlepsza piosenka dla Lany Del Rey za piosenkę „Big Eyes”, 2015.